# Darya och månskensorkestern
Darya och månskensorkestern är ett band från Stockholm som spelar finsk tango. Bandet bildades 2004 och har under flera år drivit tangoklubben Tangopalatsi på Södra teatern. Över åren har bandet etablerat sig inom den sverigefinska gemenskapen. Inledningsvis spelade bandet covers men från 2017 har de börjar skriva eget material i samma genre. Bandet uppträdde på Hultfredsfestivalen 2006. De bidrog med musik till filmen Ingen riktig finne som belönades 2014 med en Jussistatyett, som är den finska motsvarigheten till en grammis, för bästa filmmusik.

## Diskografi

### Album
- 2012 – Älska, lid och glöm – Rakasta, kärsi ja unhoita
- 2014 – Innan döden – Ennen kuolemaa
- 2017 – Uusi Atlantis – Det nya Atlantis

### Singlar
- 2019 – Köksevangelium – med David Ritschard
- 2015 – Vihreä Aalto – med Iiris Viljanen
- 2014 – Champagnetango – med Frida Hyvönen
- 2014 – Miljoona ruusua